# РД-191
РД-191 је савремени једнокоморни ракетни мотор на течно гориво РП-1, разрађен и произведен у руском „Енергомашу". Дериват је моћног РД-170, рађеног за РН Енергија, а пројектован за РН Ангара. 

## Карактеристике
РД-191 је мотор великог потиска од око 200 тона. На нивоу мора ослобађа 1.920 kN, a у вакууму 2.090 kN. Користи нетоксично и јефтино гориво керозин. Веома је малих димензија и лаган, због коришћења најновијих технологија и материјала. Због свега овога има велику перспективу и широк дијапазон примене.